# Ключи (Шадринский район)
Ключи — село в Шадринском районе Курганской области России. Административный центр Ключевского сельсовета.

## География
Село находится на северо-западе Курганской области, в пределах юго-западной части Западно-Сибирской равнины, в лесостепной зоне, к югу от автодороги Р354, на расстоянии примерно 2 километров (по прямой) к северо-западу от города Шадринска, административного центра района. Абсолютная высота — 120 метров над уровнем моря.

### Климат
Климат характеризуется как резко континентальный, с холодной продолжительной малоснежной зимой и тёплым сухим летом. Средняя температура воздуха самого холодного месяца (января) составляет −18 °C (абсолютный минимум — −50 °С); самого тёплого месяца (июля) — 18 °C (абсолютный максимум — 41 °С). Безморозный период длится 192—196 дней. Годовое количество атмосферных осадков — 320—470 мм, из которых большая часть выпадает в тёплый период. Продолжительность периода с устойчивым снежным покровом равна 150—160 дням.

## Население
| 1989 | 2002 | 2010 |
| ---- | ---- | ---- |
| 573  | ↗661 | ↗681 |

### Гендерный состав
По данным Всероссийской переписи населения 2010 года в гендерной структуре населения мужчины составляли 45,5 %, женщины — соответственно 54,5 %.

### Национальный состав
Согласно результатам Всероссийской переписи населения 2002 года, в национальной структуре населения русские составляли 95 %.